# Лесный, Винценц
Винценц Лесный (чеш. Vincenc Lesný; 3 апреля 1882, Комаровице — 9 апреля 1953, Прага) — чешский индолог и санскритолог, один из лучших представителей чешского востоковедения первой половины XX века. Он был одним из первых членов Чешкой Академии наук, переводил тексты с санскрита, пали, хинди и бенгальского языка. Своими исследованиями вместе с Морицем Винтерницем и Отакаром Пертольдом ознаменовал новый, зрелый этап в развитии чешской индологии.
В 1903—1907 годах Лесный изучал в Карловом университете в Праге классическую филологию, индологию и иранистику. Его учителем среди прочих был Йозеф Зубатый, известный чешский индолог. После окончания учёбы в университете Лесный посещал также в 1910—1911 годах курсы лекций по индологии в Оксфорде и Бонне. После окончания учёбы он посвятил себя преподавательской деятельности: сначала в средней школе, а затем уже в вузе.
В 1917 году Лесный получил звание доцента благодаря своей работе о пракритах в драмах Бхасы — «Vývojový stupeň nářečí prákrtských v dramatech Bhásových a určení Bhásovy doby». В 1920 году состоялась его первая встреча с Рабиндранатом Тагором во время визита последнего в Чехословакию. В декабре 1922 года вместе со своим учителем Морицем Винтерницем Лесный совершил поездку в Университет Вишва-Бхарати, находящийся в Шантиникетоне (Западная Бенгалия), где пробыл около года. Здесь он преподавал немецкий язык и свободно овладел бенгальским. Санскритом Лесный отлично овладел ещё до своего приезда в Шантиникетон. В 1924 году стал первым экстраординарным профессором индологии в Карловом университете, а уже через шесть лет был назначен ординарным профессором. Перед этим в январе 1928 года Лесный в очередной раз прибыл в Шантиникетон, уже в качестве университетского профессора, и пробыл там около шести месяцев. В 1934 году Лесный основал Индийское общество и стал его первым председателем. В 1937 году он на два года стал руководителем филологического факультета своего университета. После войны, которая послужила причиною закрытия многих вузов и утраты связей с мировой индологией, Лесный в 1945—1952 годах был директором Института востоковедения в Праге. В послевоенные годы ввёл индологию в Оломоуцком университете, где был деканом. Кроме того, он выступил сооснователем журнала «Новый Восток» (чеш. Nový Orient), который выходит до наших дней, а в 1952 году стал одним из первых членов Чешской Академии наук, но вскоре умер.
Помимо лингвистических исследований (в них основное внимание он уделял средне- и новоиндийским языкам, а также древнеперсидскому и переводам с санскрита) Лесный сосредоточил своё внимание на изучении ранних разновидностей буддизма. Его книга «Buddhismus» (1921, 1948) кроме вышеназванных проблем касалась и распространения буддизма в Азии и содержала в себе основную информацию по философии данной религии.
Особой главой в жизни Лесного явились переводы с бенгальского языка, которые были связаны с одним из значительных представителей бенгальской литературы того времени — Рабиндранатом Тагором — и явились одними из первых в Европе. Как поклонник его поэзии, он ещё в 1914 году выпустил книгу на чешском языке с переводами поэзии и прозы своего кумира — «Rabindranath Thakur : Ukazy Poesie A Prosy». Монография Лесного о Тагоре (1937) была одной из первых в своём роде и через два года, в 1939 году, была переведена на английский язык и подготовлена к изданию в Лондоне, но немецкие налёты уничтожили почти весь тираж.
В число учеников и последователей Лесного входят переводчик «Рамаяны» Ольдржих Фриш, первопроходец в области чешских исследований дравидийских языков и вице-президент Тамильской академии в Мадрасе Камил Звелебил, автор труда по древнеиндийской истории и переводчик Душан Збавител и Одолен Смекал, автор стихов на хинди.

## Избранная библиография
- Maráthská syntax pádová, 1911
- Pověst o Kršnovi v puránech, 1913
- Vývojový stupeň nářečí prákrtských a dramatech Bhásových a určení Bhásovy doby, 1917
- Buddhismus: Buddha a buddhismus pálijského kánonu, 1921
- Dnešní Indie, 1924
- Duch Indie, 1927
- Indie a Indové: Pouť staletími, 1931
- Rabíndranáth Thákur: osobnost a dílo, 1937
- Básnický zápas Otakara Březiny, 1945
- Buddhismus, 1948

## Переводы
- Singh, Ajódhjá. — Déobálá, Praha, 1911.
- Bengálské a kašmírské pohádky, Praha, 1912.
- Tagore, R. — Ukázky poezie a prózy, Praha, 1914.
- Thákur, R. — Črty, Kladno, 1920.
- Thákur, R. — Volný tok, Kladno, 1924.
- Thákur, R. — Poslední noc, Praha, 1938.
- Dhammapadam, Praha, 1947.